# 하네스 메세머
하네스 메세머(독일어: Hannes Messemer, 1924년 5월 17일~1991년 11월 2일)는 독일의 배우이다.

## 생애
1924년 바이에른의 딜링겐안데어도나우에서 태어났다.
1956년에 활동을 시작했고 1991년 아헨에서 심근 경색으로 사망했다. 사후 아헨에 매장되었다.

## 작품 목록

### 영화
- 오뎃사 화일 (1974년)
- 파리는 불타고 있는가? (1966년)
- 대탈주 (1963년) - 루거 역
- 로베라의 장군 (1959년)
- 나이츠, 웬 더 데빌 케임 (1957년)